# Efecto diorama
El efecto diorama, también conocido como ilusión diorama, Tilt–shift o miniatura tilt-shift es un efecto o ilusión óptica, conseguida normalmente mediante un proceso de edición digital, por el cual una escena de tamaño natural se modifica para que parezca una miniatura. Las partes borrosas de la imagen simulan la escasa profundidad de campo que normalmente se encuentra en las fotografías de aproximación o macros, haciendo que la escena parezca mucho más pequeña de lo que realmente es. El efecto borroso puede conseguirse ópticamente, al tomar la imagen, o mediante un procesado digital posterior. Muchas fotos que producen este efecto son sacadas desde gran altura para simular el efecto de mirar una maqueta desde arriba.

## Características generales
En una escena típica, los objetos cercanos a la cámara se ubican en la parte inferior de la fotografía, mientras que aquellos más distantes se sitúan en la parte superior.
Sólo hay un plano bien enfocado. Los objetos que no se encuentran en el plano principal aparecen difuminados, y este efecto es mayor cuanto más lejos se encuentre el objeto del plano enfocado. Sin embargo, un desenfoque menor de cierta cantidad resulta imperceptible bajo condiciones de visión normales. Aquellos objetos para los cuales el desenfoque es imperceptible se encuentran dentro de la profundidad de campo.
La profundidad de campo se reduce a medida que aumenta la ampliación. En una fotografía de aproximación de una escena en miniatura, la profundidad de campo es pequeña, y es comúnmente imposible hacer que todo aparezca nítido incluso con la apertura más pequeña del objetivo. Como consecuencia, tanto el primer plano como el fondo aparecen habitualmente borrosos, y el desenfoque en la fotografía aumenta a medida que nos alejamos, hacia arriba o hacia abajo, del centro de la imagen. En la fotografía de una escena a tamaño real, la profundidad de campo es considerablemente mayor; en algunos casos resulta difícil situar parte de la imagen fuera de ella, incluso cuando se establece la máxima apertura del diafragma del objetivo. Por tanto, la diferencia característica en la profundidad de campo nos permite distinguir fácilmente una imagen de una escena de tamaño real de la de una miniatura.
En una fotografía típica no hay señales que especifiquen la distancia entre objetos (cuán lejos están del punto de observación) y, en consecuencia, la distancia debe ser inferida a partir del tamaño de objetos conocidos de la escena. El desenfoque debido a la profundidad de campo nos da un indicio de la distancia. En una ilusión diorama, añadir difuminación parece anular esta información conocida, haciendo que los objetos parezcan miniaturas y con un aspecto de juguete.

## Técnicas
Una técnica común para hacer que una imagen de tamaño normal parezca un modelo en miniatura es difuminar progresivamente la imagen desde el centro hacia la parte superior o inferior, simulando que la difuminación es debida a la limitada profundidad de campo de una típica fotografía de una miniatura. La difuminación puede conseguirse ya sea ópticamente o mediante post-procesamiento digital.

### Óptica
Las miniaturas pueden ser simuladas ópticamente utilizando la inclinación de las lentes (tilt), aunque el efecto es un poco diferente al de la baja profundidad de campo que normalmente resulta de las macrofotografías.
En una fotografía normal (sin usar inclinación):
- La profundidad de campo se extiende entre dos planos paralelos a cualquier lado del plano de foco.; la profundidad de campo es finita en profundidad pero infinita en altura y ancho.
- Los gradientes de agudeza a cada lado de la profundidad de campo se encuentran a lo largo de la línea de visión.
- Los objetos que están a la misma distancia de la cámara son mostrados con igual agudeza.
- Objetos que se encuentran a distancias significativamente diferentes de la cámara se muestran con diferente agudeza.

En una fotografía usando la inclinación:
- La profundidad de campo se extiende entre dos planos a cualquier lado del plano del foco que se intersecan en un punto junto a la lente.
- La profundidad de campo tiene forma de cuña, con el ápice de ésta cerca de la cámara y su altura incrementando con la distancia de la cámara.[2]
- Cuando el plano de foco está a un ángulo considerable del plano de la imagen, la profundidad de campo puede ser pequeña en altura pero infinita en ancho y profundidad.
- Los gradientes de agudeza están a cierto ángulo de la línea de visión. Cuando el plano del foco es casi perpendicular al plano de la imagen, los gradientes de agudeza son casi perpendiculares a la línea de visión.
- Cuando el plano de foco se encuentra a un ángulo considerable del plano de la imagen, los objetos que se encuentran a la misma distancia de la cámara son mostrados con diferente agudeza, dependiendo de su posición en la escena.
- Objetos que difieren mucho en su distancia a la cámara son mostrados claramente si se encuentran dentro de la cuña de la profundidad de campo.

A pesar de las diferencias, para una escena que tiene una altura relativamente pequeña, la inclinación de los lentes puede producir un resultado similar al de una escena en miniatura, especialmente si la imagen se toma desde arriba a un ángulo moderado respecto al suelo. Para una superficie completamente plana, el efecto usando la inclinación será casi el mismo que el obtenido usando una lente regular: la región del foco será aguda, con difuminación progresiva hacia la parte de arriba o abajo de la imagen. La imagen de Jodhpur fue hecha de una escena así; aunque la difuminación se consiguió con un procesamiento digital, un resultado similar se podía haber obtenido usando inclinación.
El efecto Diorama usando inclinación es menos efectivo si la escena incluye objetos de altura significativa, como altos edificios o árboles, especialmente si son fotografiados a ún ángulo pequeño en relación al suelo, porque hay un gradiente de agudeza a lo largo de las superficies que están evidentemente a la misma distancia de la cámara.
Aunque es menos común, también surgen dificultades similares si un objeto tiene una gran extensión a lo largo de la línea de visión, como por ejemplo un tren retrocediendo de la vista igualmente fotografiado a un ángulo pequeño desde el suelo, ya que partes del tren que se encuentran a distancias considerablemente diferentes de la cámara son mostradas igual de agudas.
Con una cámara de vista, normalmente se puede ajustar la inclinación con los movimientos propios de la cámara; con una cámara de formato pequeño o medio normalmente se requerirá un lente de cambio/inclinación o adaptador.

### Post-procesamiento digital

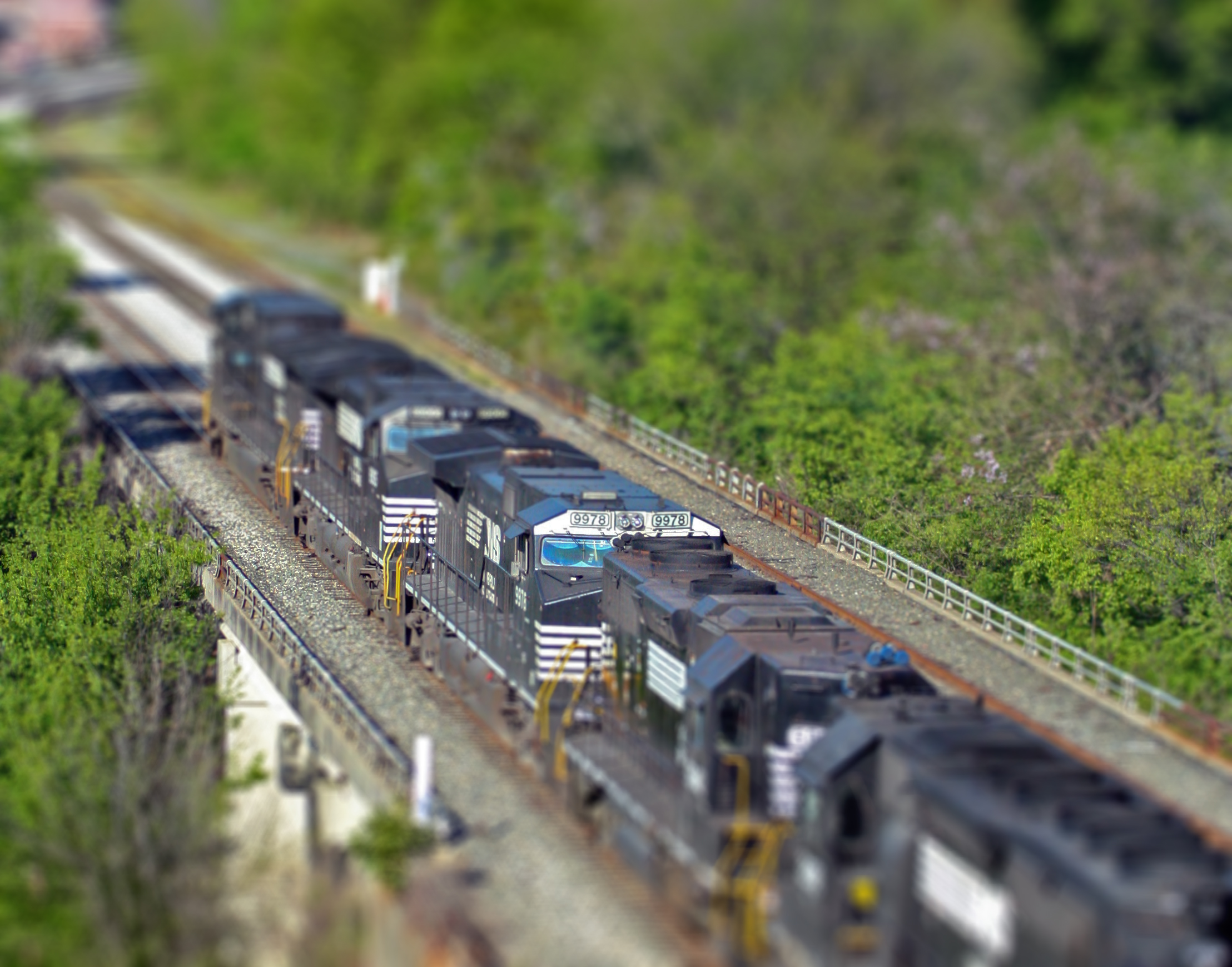
Imagen digital borrosa de un tren de carga de Norfolk Southern

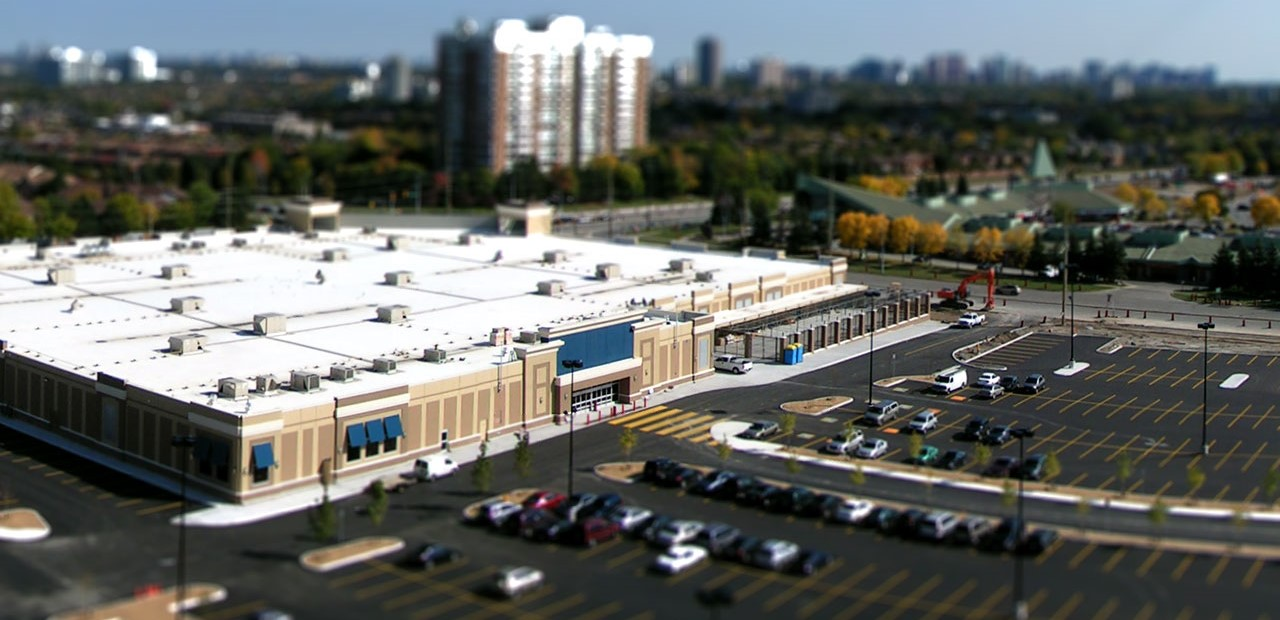
Simulación miniatura tomada a un ángulo pequeño respecto al suelo

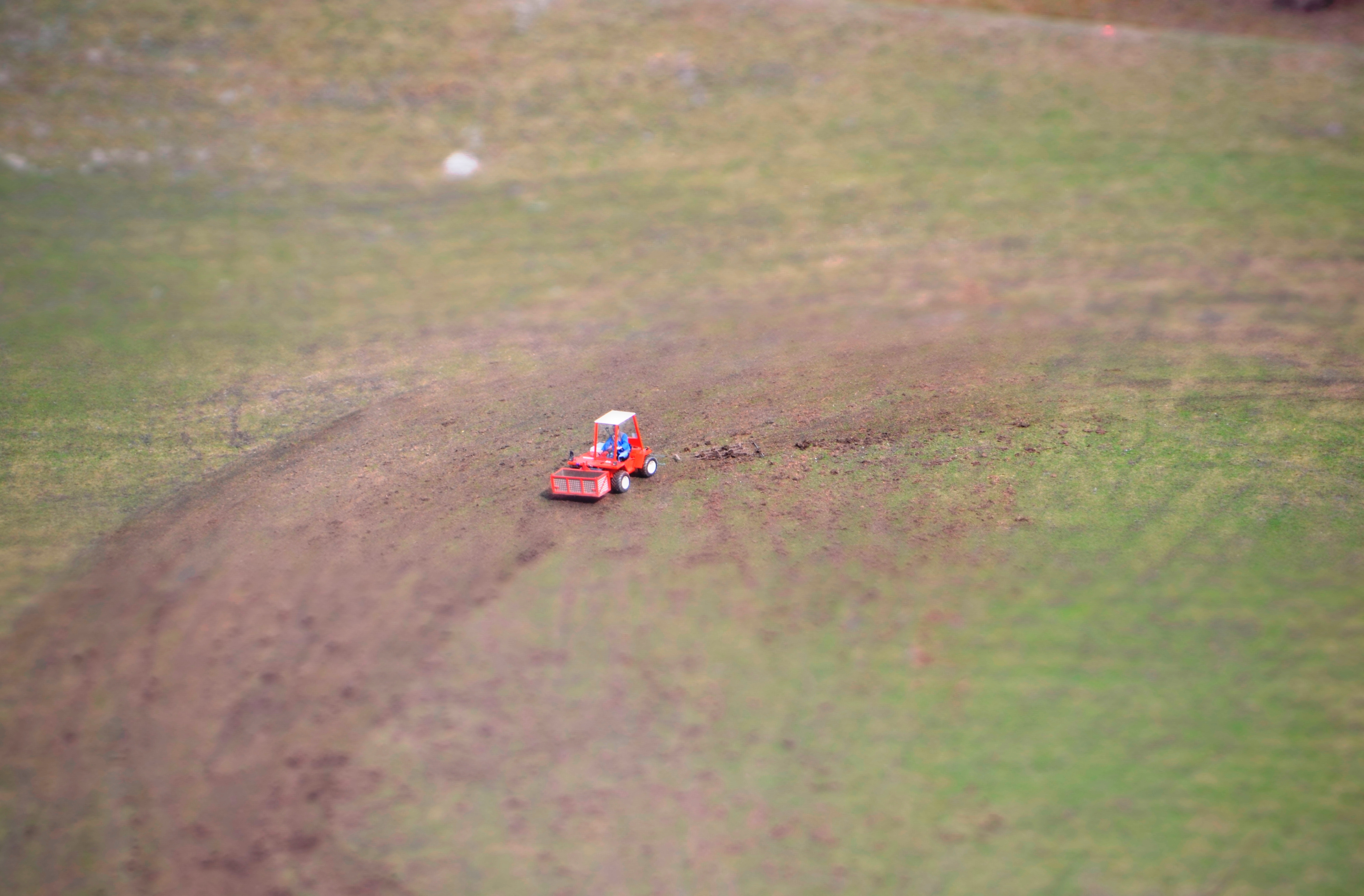
Efecto diorama de un vehículo agrícola en Austria

Una miniatura también se puede simular digitalmente, utilizando un editor de imágenes para difuminar la parte superior e inferior de la fotografía, por lo que sólo el sujeto está afilado. Con las técnicas básicas, por ejemplo, una herramienta como la lente de filtro Desenfoque Adobe, el uso de gradientes de nitidez que se extienden desde el centro de la imagen en la parte superior e inferior, el efecto es muy similar a la obtenida mediante la inclinación de lente.
Las técnicas simples tienen limitaciones similares a las de la inclinación del objetivo. En la imagen de Jodhpur, la simulación diorama es muy eficaz, porque la escena incluye relativamente poca altura y se fotografió a un ángulo bastante alto del suelo. La simulación es menos convincente en la imagen del tren y en la imagen del gran edificio bajo, debido a que estas escenas incluyen varios objetos altos y fueron fotografiados en ángulos muy cercanos al suelo.En la imagen del tren, hay una variación significativa de la nitidez de la parte inferior del tren a la cima, y lo mismo ocurre con muchos de los árboles, a pesar de que las partes superiores e inferiores de estos se encuentran a casi la misma distancia de la cámara. Efectos similares se encuentran en la imagen del gran edificio bajo y, aunque la simulación diorama del sujeto principal es razonable, hay diferencias notables de arriba a abajo en los postes de luz más cercanos y en el edificio más alto en el fondo, a pesar de que la parte superior e inferior de estos objetos se encuentran a casi la misma distancia de la cámara.
Una simulación más realista es posible utilizando técnicas más avanzadas. Un sencillo mapa de profundidad que consta de un gradiente lineal el cual puede ser editado para dar nitidez uniforme a objetos que estén a la misma distancia de la cámara. Este efecto no puede lograrse aunque se incline la lente.
Incluso simples técnicas digitales ofrecen mayor flexibilidad que las técnicas ópticas, incluyendo la capacidad de elegir la región de nitidez y la cantidad de desenfoque en zonas poco claras después de haber tomado la fotografía. Además, el efecto diorama digital no requiere una cámara con movimientos o una lente especial (que por lo general son muy caros).
Otras técnicas que permitirán mejorar la impresión de una escena diorama están aumentando el contraste de la imagen, simulando sombras más difíciles y oscuras, de una miniatura bajo la luz, y el aumento de la saturación de la imagen para simular los colores brillantes de una miniatura pintada.

### Técnicas digitales para imágenes en movimiento
Jim L. Clark desarrolló un proceso para el uso avanzado del efecto diorama con imágenes en movimiento, llamado Smallgantics usado en el video musical "Harrowdown Hill" para Thom Yorke del grupo musical Radiohead. El proyecto fue producido en el Bent Image Lab en julio del 2006 y fue dirigido por el productor de cine Chel White. En este caso, el falso efecto diorama se logró digitalmente usando imágenes en tamaño real tomadas desde un helicóptero de un vernal y paisajes urbanos que se fragmentaron en diferentes planos. Involucra crear a mano hasta ocho planos de z-buffering sobre imágenes en movimiento en vivo, cuadro por cuadro, teniendo como resultado una secuencia mate en blanco y negro (creación de filme). Estos mates luego son combinados aplicando diferentes grados de difuminación para crear el efecto de un campo poco profundo.

### Su utilización en la cultura popular
- Se usaron extensamente ilusiones de efecto diorama en el horizonte de Las Vegas, en el capítulo de la serie estadounidense CSI “La muñeca viviente”, en el cual el asesino miniatura es descubierto.

- Las variadas tarjetas postales que mostraban a cada país en el Concurso Eurovisión de la Canción Edición 2011, usaban escenas con efecto diorama.

- Fotografías tomadas con esta técnica fueron usadas en el plató de la sección Bumps, de Cartoon Network Adult´s Swim, en su horario nocturno.

- Ilusiones de efecto diorama de multitudes de personas, se utilizan en la secuencia de entrada de la serie de televisión "dollhouse".

- Se usaron ilusiones de efecto diorama en las escenas de peatones caminando por ciudades de Australia en la campaña publicitaria del Banco de Australia.

- Se utilizan escenas de efecto diorama de la ciudad de Burbank California en las cortinillas previas a los anuncios comerciales en el programa estadounidense The Tonight Show With Jay Leno.

- El fotógrafo Sam O´Hare, utilizó 3500 fotografías estáticas para crear la película The Sandpit.

- Se utilizaron estos efectos en escenas de Londres en la secuencia de títulos y transiciones de la serie de televisión Sherlock, de la BBC en el año 2010.

- En el 2010, en la cinta The Social Network, se utilizaron escenas de efecto diorama en una escena de una competencia de remo.

- En la secuencia completa de introducción de la cinta The Gulliver´s Travels del 2010, se utilizaron estos efectos en varias tomas de la ciudad de Nueva York.

- Algunas tomas de la ciudad de Nueva York de la película Extremely Loud And Incredibly Close, inician con este efecto para después tomar una apariencia más convencional.

- El diseñador de moda Japonés Uniglo, utilizó técnicas videográficas con efecto diorama para la edición de su calendario.

- La Universidad de Oxford subió una imagen a su página web en febrero de 2011.

- El videoclip de la canción Clouds, de Newton Faulkners utilizó extensas escenas con cambios de inclinación.

- El reality show de ciencia ficción "Hot Set" usa ilusiones diorama en su material inédito.

- En la serie de británica de televisión Misfits, se usaron ampliamente estos efectos en sus capítulos.